# 托鲁维亚德尔坎波
托鲁维亚德尔坎波，是西班牙卡斯蒂利亚-拉曼恰昆卡省的一个市镇。总面积53平方公里，总人口331人（2001年），人口密度6人/平方公里。